# Csömödér
Csömödér è un comune dell'Ungheria di 667 abitanti (dati 2001). È situato nella contea di Zala.